# Powódź w Chinach (1938)
Powódź w Chinach (chiń. upr. 花园口决堤事件; chiń. trad. 花園口決隄事件; pinyin Huayuan kǒu juédī shijian, dosłownie „Incydent z uszkodzeniem wałów w Huayuankou”) – powódź w dolinie rzeki Huang He w 1938, sztucznie wywołana przez przerwanie wałów w okolicach Huayuankou. Wały uszkodzono na polecenie ówcześnie rządzącego w Chinach Kuomintangu; celem powodzi miało być zatrzymanie postępów armii japońskiej w kierunku Zhengzhou oraz Wuhanu podczas trwającej drugiej wojny chińsko-japońskiej.

## Historia
Woda zniszczyła tysiące wiosek, a kilka milionów mieszkańców wsi musiało opuścić swoje domy. Oficjalna powojenna komisja Kuomintangu oszacowała, że łączna liczba ofiar śmiertelnych powodzi mogła wynieść 800 000 ludzi.
Strategiczna wartość tej operacji okazała się mierna. W chwili powodzi japońskie oddziały znajdowały się głównie albo na północny wschód, albo na południe od obszaru zalewowego. Ich atak na Zhengzhou został zatrzymany, ale nie przeszkodził im w zaatakowaniu Wuhanu z innego kierunku i zajęciu go w październiku tego samego roku. Ze względu na negatywne nastawienie chłopów do rządu spowodowane tym incydentem, z czasem zalany obszar stał się ważnym ośrodkiem rekrutacji dla chińskich komunistów.
Dzięki pomocy UNRRA tama została odbudowana w 1947.

## Galeria

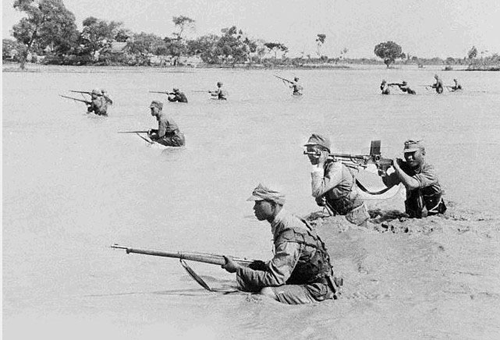
Skutki uszkodzenia tamy na Huang He
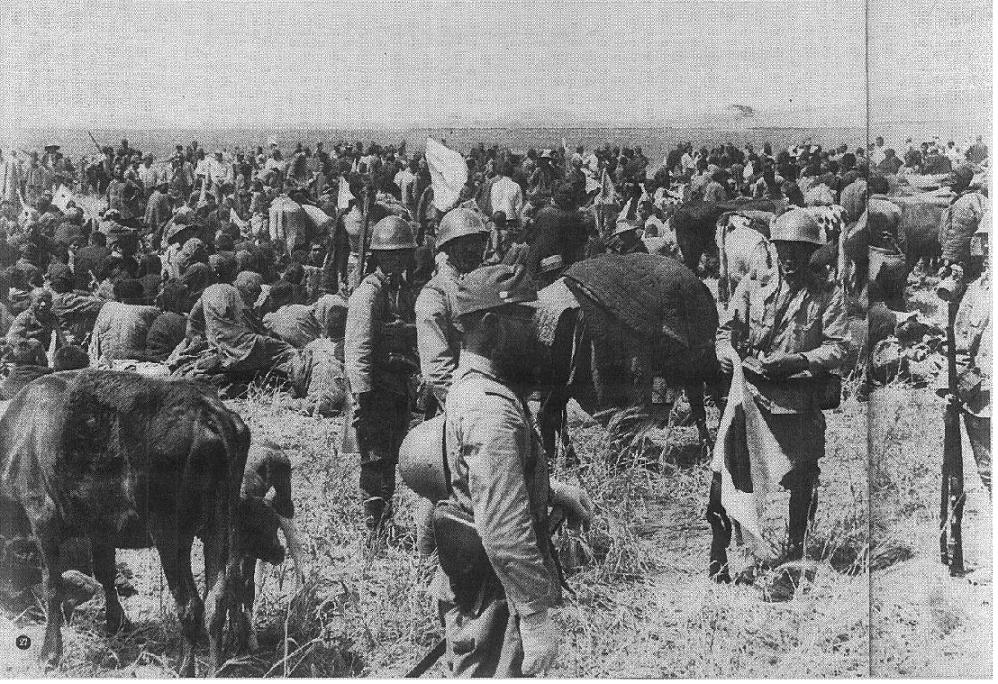
Ludność która uciekła z zalanych terenów
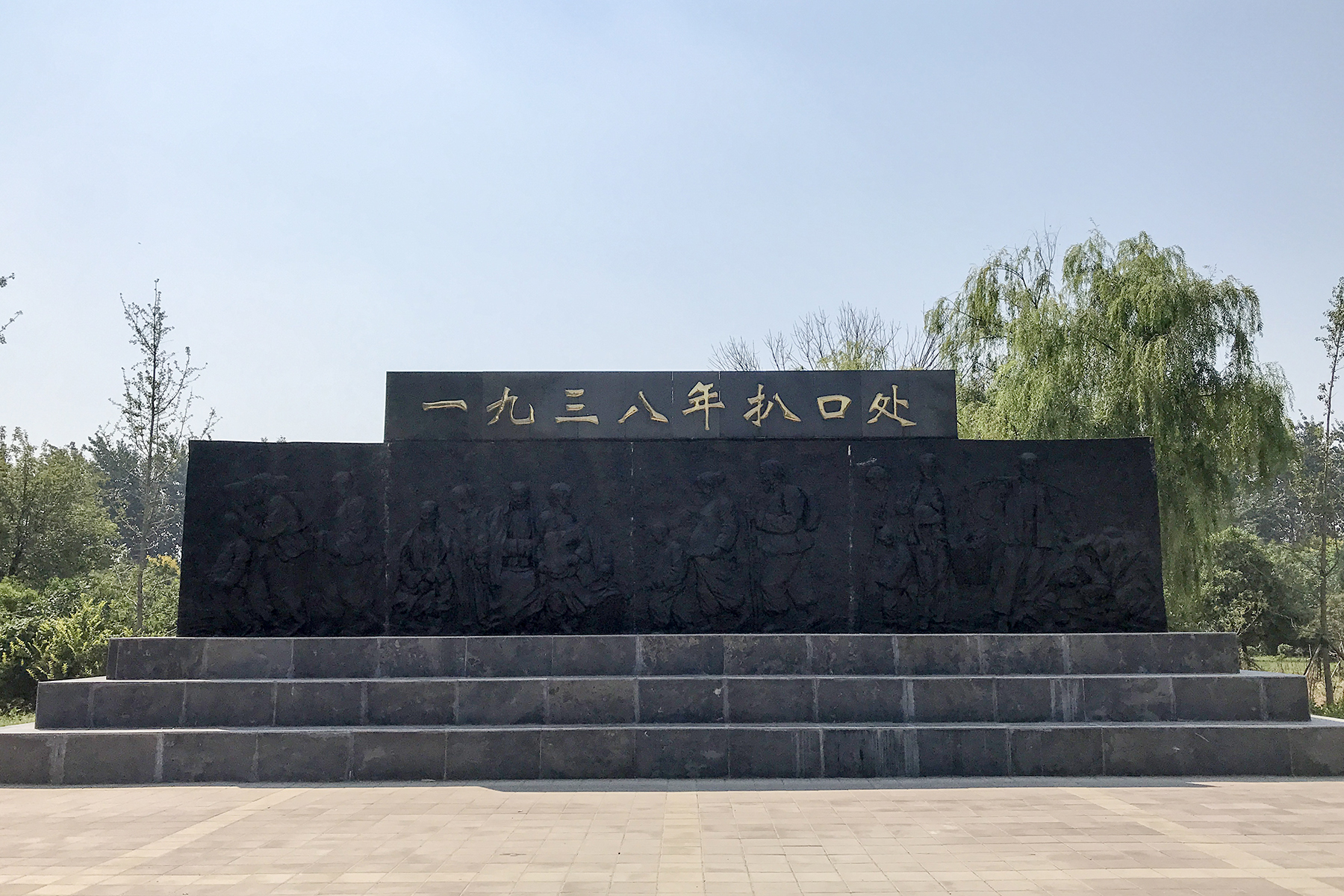
Monument w Zhengzhou upamiętniający ofiary powodzi